# Taedia limba
Taedia limba är en insektsart som först beskrevs av Mcatee 1917.  Taedia limba ingår i släktet Taedia och familjen ängsskinnbaggar. Inga underarter finns listade i Catalogue of Life.